# Women's Professional Basketball League
La Women's Professional Basketball League (WBL) était une ligue professionnelle de basket-ball féminin aux États-Unis. La ligue dura trois saisons, de l'automne 1978 au printemps 1981. La WBL est considérée comme la première ligue américaine professionnelle féminine de basket-ball de l'histoire.

Fondé par Bill Byrne, elle compte huit équipes lors de sa saison inaugurale. Plusieurs joueuses membres du Women's Basketball Hall of Fame y sont passées comme Carol Blazejowski, Cindy Brogdon, Nancy Dunkle, Peggie Gillom-Granderson, Lusia Harris Stewart, Tara Heiss, Nancy Lieberman, Muffet McGraw, Ann Meyers Drysdale, Pearl Moore, Inge Nissen, Patricia Roberts, Rosie Walker et Holly Warlick et la ligue elle-même est introduite au Hall of Fame féminin en 2018.

## Équipes
- California Dreams (1979-80) /Nebraska Wranglers (1980-81)
- Chicago Hustle (1978-81)
- Dallas Diamonds (1979-81)
- Dayton Rockettes (1978-79) /Washington Metros (1979-80)
- Houston Angels (1978-80)
- Iowa Cornets (1978-80)
- Milwaukee Does (1978-80)
- Minnesota Fillies (1978-81)
- New England Gulls (1980-81)
- New Jersey Gems (1978-81)
- New Orleans Pride (1979-81)
- New York Stars (1978-80)
- Philadelphia Fox (1979-80)
- Saint-Louis Streak (1979-81)
- San Francisco Pioneers (1979-81)

## Champions de WBL
- 1978-1979 : Houston Angels
- 1979-1980 : New York Stars
- 1980-1981 : Nebraska Wranglers

## Joueuses majeures sélectionnées
- Ann Meyers, numéro 1 de la draft 1978, Co-MVP de la saison 1979-1980, aujourd'hui General Manager des Phoenix Mercury
- Carol Blazejowski, aujourd'hui General Manager des New York Liberty
- "Machine Gun" Molly Bolin, Co-MVP de la saison 1979-80
- Brenda Chapman, meilleure marqueuse de la saison 1978-79
- Rita Easterling, MVP de la saison 1978-79
- Donna Geils, aujourd'hui Donna Orender, présidente de la WNBA
- Althea Gwyn
- Marie Kocurek
- Nancy Lieberman, première entraîneur des Detroit Shock, aujourd'hui consultante sur ESPN
- Muffet McGraw, aujourd'hui entraîneur de l'université Notre-Dame
- Rhonda Rompola, aujourd'hui entraîneur de Southern Methodist University
- Rosie Walker, MVP de la saison 1980-81
- Kaye Young, aujourd'hui Kaye Young Cowher, l'épouse du consultant télévision et ancien entraîneur des Pittsburgh Steelers en NFL, Bill Cowher

## Classements

### Saison 1978-1979
| Équipe           | V  | D  | PCT. | GB |
| ---------------- | -- | -- | ---- | -- |
| Houston Angels   | 26 | 8  | 76,8 | -  |
| New York Stars   | 19 | 15 | 55,9 | 7  |
| Dayton Rockettes | 12 | 22 | 35,3 | 14 |
| New Jersey Gems  | 9  | 25 | 26,5 | 17 |

| Équipe            | V  | D  | PCT. | GB |
| ----------------- | -- | -- | ---- | -- |
| Chicago Hustle    | 21 | 13 | 76,8 | -  |
| Iowa Cornets      | 21 | 13 | 76,8 | -  |
| Minnesota Fillies | 17 | 17 | 50,0 | 4  |
| Milwaukee Does    | 11 | 23 | 32,4 | 10 |

Demi-finales
- Houston 2-0 New York
- Iowa 2-1 Chicago

Finales
- Houston 3-2 Iowa

### Saison 1979-1980
| Équipe            | V  | D  | PCT. | GB   |
| ----------------- | -- | -- | ---- | ---- |
| New York Stars    | 28 | 7  | 80,0 | -    |
| New Orleans Pride | 21 | 13 | 61,8 | 6.5  |
| New Jersey Gems   | 19 | 17 | 52,8 | 9.5  |
| St. Louis Streak  | 15 | 21 | 41,7 | 13.5 |
| Washington Metros | 3  | 7  | 30,0 | ...  |
| Philadelphia Fox  | 2  | 8  | 20,0 | ...  |

| Équipe            | V  | D  | PCT. | GB |
| ----------------- | -- | -- | ---- | -- |
| Iowa Cornets      | 24 | 12 | 66,7 | -  |
| Minnesota Fillies | 22 | 12 | 64,7 | 1  |
| Chicago Hustle    | 17 | 19 | 47,2 | 7  |
| Milwaukee Does    | 10 | 24 | 29,4 | 13 |

| Équipe                 | V  | D  | PCT. | GB  |
| ---------------------- | -- | -- | ---- | --- |
| Houston Angels         | 19 | 14 | 57,6 | -   |
| San Francisco Pioneers | 18 | 18 | 50,0 | 2.5 |
| California Dreams      | 11 | 18 | 39,3 | 6   |
| Dallas Diamonds        | 7  | 28 | 20,0 | 13  |

- Philadelphie et Washington ont disparu après 10 matchs.

 Quarts de finale
- San Francisco 2-1 Houston
- Minnesota 2-1 New Orleans

Demi-finales
- Iowa 2-1 Minnesota
- New York 2-0 San Francisco

 Finales
- New York 3-1 Iowa

### Saison 1980-1981
| Équipe                 | V  | D  | PCT. | GB  |
| ---------------------- | -- | -- | ---- | --- |
| Dallas Diamonds        | 27 | 9  | 75,0 | -   |
| New Jersey Gems        | 23 | 13 | 63,9 | 4   |
| New Orleans Pride      | 18 | 19 | 48,6 | 9.5 |
| San Francisco Pioneers | 14 | 22 | 38,9 | 13  |
| New England Gulls*     | 2  | 10 | 16,7 | ..  |

| Équipe             | V  | D  | PCT. | GB   |
| ------------------ | -- | -- | ---- | ---- |
| Nebraska Wranglers | 27 | 9  | 75,0 | -    |
| Chicago Hustle     | 18 | 18 | 50,0 | 9    |
| St. Louis Streak   | 14 | 21 | 40,0 | 12.5 |
| Minnesota Fillies  | 7  | 28 | 20,0 | 19.5 |

- New England disparait après 12 matchs.

 Division playoffs
- Dallas 2-1 New Jersey
- Nebraska 2-0 Chicago

Finales
- Nebraska 3-2 Dallas